# Convoy PQ 17
El Convoy PQ 17 fue uno de los grandes convoyes enviados en 1942 por los Aliados bajo el mando británico, como ayuda a la Unión Soviética, cuya importancia histórica radica en la gran cantidad de buques (68%), materiales y vidas que se perdieron debido a reiterados ataques de submarinos y aviones alemanes. Este hecho se debió a una serie de errores de la inteligencia militar británica y a malas decisiones por parte de sus almirantes. Forma parte de la llamada Batalla del Atlántico.

## Antecedentes
A menos de 4 meses de iniciarse la invasión alemana a la Unión Soviética, Viacheslav Mólotov, ministro de Relaciones Exteriores a la sazón, realizó gestiones para solicitar ayuda a los Aliados en el aprovisionamiento de material de guerra. Una misión anglo-estadounidense viajó a Moscú y materializó un acuerdo de ayuda al gobierno de Stalin, que se tradujo en ayuda angloamericana (principalmente estadounidense) bajo la Ley de Préstamo y Arriendo consistente en: vehículos, aviones, tanques, municiones y armas para el Ejército Rojo.
En principio, el acuerdo estipulaba que dicha ayuda sería cargada en buques mercantes soviéticos en puertos aliados de Inglaterra; pero pronto se pudo ver que la flota mercante soviética no daba abasto a la cantidad que se requería transportar. Debido a esto la ayuda se amplió a la utilización de la flota mercante estadounidense y británica, cuyo derrotero se haría por el Mar del Norte en dirección a los puertos de Murmansk y Arcángel. El derrotero pasaba peligrosamente cerca de los fiordos de Noruega ocupada por Alemania, cuya fuerza naval era potente además de contar con bases aéreas distribuidas en el extremo norte.
Una fuerza inglesa compuesta por el portaaviones HMS Victorious, el HMS Duke of York al mando del Almirante de la Flota, John Tovey, operaría a una distancia suficiente que le permitiera intervenir en caso de ataque de unidades alemanas de superficie. Una fuerza de cobertura angloamericana compuesta por 4 cruceros y tres destructores sería dispuesta contra ataques por parte de fuerzas aeronavales alemanas. Dicha fuerza estaría bajo el mando del Almirantazgo británico y estaría compuesta por la Task Force 38 al mando del almirante americano Ernest King. Como escolta estaría una fuerza de 6 destructores, 4 corbetas, 3 dragaminas y 3 buques pesqueros armados.

## Desarrollo
Después de los desastrosos resultados del  convoy PQ 16 en mayo de 1942, los Aliados reunieron en Hvalfjord en junio de 1942, 36 buques mercantes para ser enviados a Murmansk. Los Aliados preveían que la Kriegsmarine y la Luftwaffe, cuyas fuerzas estaban concentradas en la parte septentrional de Noruega en previsión de una supuesta invasión que Hitler creía que sucedería, atacarían dicho convoy a la altura de la Isla del Oso en el Mar de Barents.

### Salida del convoy

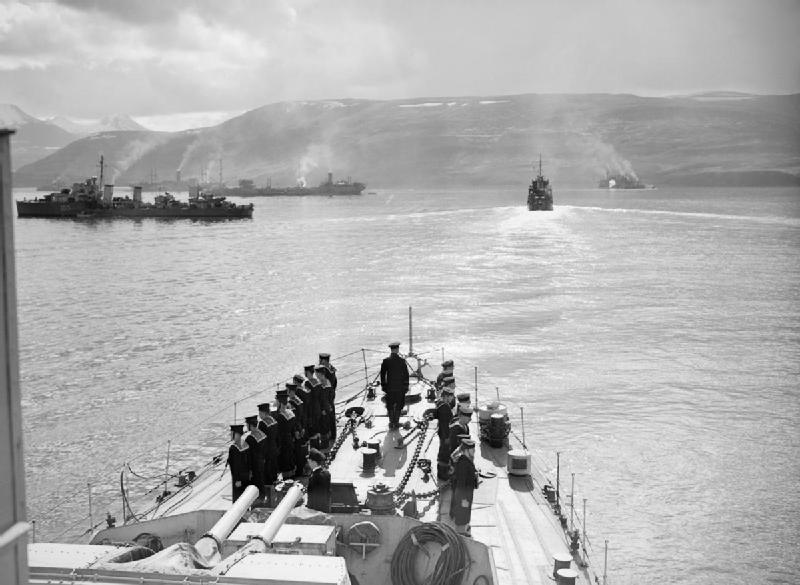
Salida del PQ 17 desde Hvalfjord.

Previo a la salida del convoy, la inteligencia británica envió unidades minadoras, simuladas como buques mercantes, de señuelos que hicieron la ruta ida y vuelta sin encontrar obstáculos. El Almirantazgo británico, gracias al servicio secreto que descifraba los mensajes de la Máquina Enigma, estaba al tanto de que los alemanes estaban movilizando importantes fuerzas de superficie, submarinas y aéreas en Noruega para que el próximo convoy que pasara con destino a la Unión Soviética fuera destruido. Por tanto el riesgo era de todos conocido y suponía un grave error de estrategia al enviar tan importante ayuda en una época en que por lo demás la luz diurna duraba 18 horas diarias.
Los resultados de los buques señuelos dieron la pauta para que el Primer Lord del Mar, Dudley Pound, diera la orden de que zarpara el convoy, bajo el mando del Comodoro John Dowding, a las 16 horas del 27 de junio de 1942. El convoy transportaba 297 aviones de diverso tipo desarmados, 594 tanques medianos, 4200 vehículos, 156 t de ayuda militar de variopinto inventario.
Como fuerza de cobertura se designó al grupo americano GE1 al mando del almirante Jack Broome, compuesto por 4 corbetas, 6 destructores, dos cruceros antiaéreos y varios buques menores auxiliares. Por el lado inglés, se designó al almirante Louis Keppel Hamilton con una fuerza de cobertura de dos cruceros antiaéreos, dos cruceros pesados clase County y cuatro destructores americanos.
Una fuerza de cobertura se situaría a una posición al norte a suficiente distancia de respuesta, al mando del almirante de flota, John Tovey, formados por los acorazados USS Washington y HMS Duke of York, un portaaviones, el Victorious y dos cruceros clase County.

### Emboscada
El 29 de junio, dos buques mercantes tuvieron problemas ocasionados con el hielo y tuvieron que retornar. El submarino alemán U 456 descubrió el convoy y se dispuso a seguirlo alertando a las fuerzas del almirante Erich Raeder. A la altura de la isla de Nueva Zembla, el 1 de julio, aviones de reconocimiento de la Luftwaffe detectaron al convoy y en la estela del convoy comenzaron a sumarse más submarinos que iban siendo guiados por hidrófonos y por la información del reconocimiento. El 2 de julio, el convoy se introdujo en un banco de niebla que duró todo el día, dificultando el reconocimiento aéreo, pero no el seguimiento mediante hidrófonos de los U-boots. El 3 de julio, el convoy se acercaba a la Isla del Oso y el almirantazgo británico ordenó un rumbo más al norte porque el campo de hielo se había contraído; pero como la visibilidad era buena, el Comodoro John Dowding no roló en el rumbo indicado acercándose a la isla mencionada debido a que el comandante Hamilton tenía instrucciones de hacer dicho derrotero si las condiciones de tiempo lo permitían. Al hacerlo se colocó dentro del radio de acción de la Luftwaffe.
Nuevamente avistados por el reconocimiento de la Luftwaffe, el almirante Erich Raeder ordenó la salida del grupo de combate B compuesto por el acorazado de bolsillo Lutzow y cinco destructores para interceptar el convoy. A causa de la niebla y el exceso de velocidad, el Lutzow encalló en unos bajíos, lo mismo ocurrió con tres destructores. Sin embargo, los británicos descifraron la salida de una importante formación alemana, por lo que se envió reconocimiento aéreo que verificó los fondeaderos, y el Primer Lord del Almirantazgo Dudley Pound dio una orden controvertida, pues ordenó la dispersión (ensanchamiento) del convoy y que se retire hacia el oeste de la fuerza de cruceros de Hamilton basándose en una información que indicaba que el grupo A - compuesto por el Admiral Hipper y el acorazado Tirpitz - había salido a alta mar, Ese día los mencionados buques habían cambiado de fondeadero desde Trondheim a Altenfjord.  
La escolta al mando del comandante Broome también recibió la orden de retirarse hacia el oeste y unirse a la fuerza de cruceros de Hamilton con la intención de presentar una fuerza más consistente ante la aparición de fuerzas navales enemigas, aunque esto dejaba al convoy prácticamente desprotegido ante un posible ataque germano.

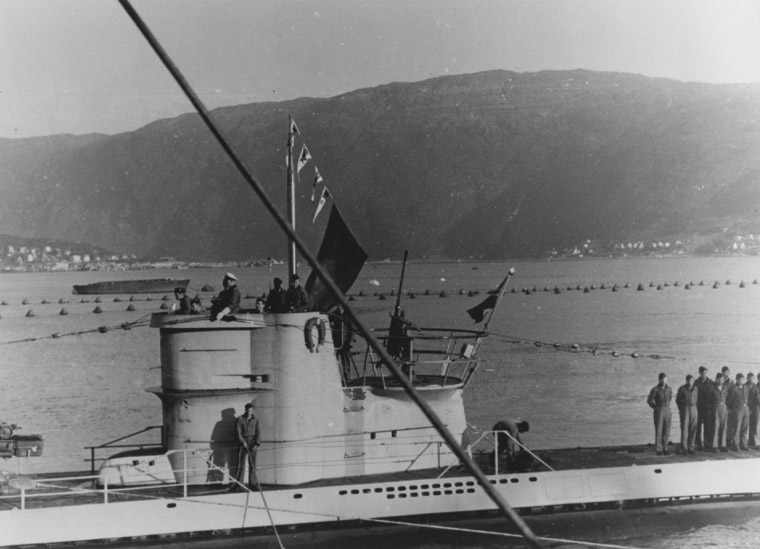
El U 255 muestra 4 banderines de victoria y una bandera de una de sus víctimas.

Los aviones de reconocimiento de la Luftwaffe notaron la maniobra y el mando aéreo alemán envió aviones torpederos para atacar a aquellos buques que estaban más aislados, destruyéndolos lo más rápido que pudieron a lo largo del 4 de julio. Libres de la escolta de las fuerzas navales británicas, los U-Boots emergieron y aumentaron la velocidad en superficie para unirse a la cacería del convoy y atacaron a todos los buques que cayeran dentro del radio de sus torpedos y cañones. De este modo el buque insignia del comodoro Dowding figuró entre los hundidos. El reconocimiento alemán no encontró evidencias de una fuerza naval en las proximidades del convoy, por lo que el OKW alemán tomó una determinación: que fuerzas navales de importancia salieran del norte de Noruega para atacar en masa al PQ 17.
Así, el 5 de julio al mediodía, Raeder ordenó a la fuerza A salir de Altenfjord para interceptar al PQ 17, y así el Admiral Hipper, el acorazado Tirpitz y el acorazado de bolsillo Admiral Scheer zarparon a las 15 horas para unirse al ataque. A las 21 horas los ataques alemanes ya habían causado la pérdida de 12 mercantes, finalizando el día con 15 buques hundidos mediante ataques aéreos y submarinos. Raeder ordenó a las 21:30 horas el retorno de la "Fuerza A" de Altenfjord debido a los sorprendentes resultados que se estaban obteniendo, y no vio la necesidad de exponer sus naves a la Home Fleet británica. El 6 de julio, las pérdidas del convoy aumentaron a 23 buques hundidos, y solo 10 buques alcanzaron el puerto de Arkangel, ya que Múrmansk había sido bombardeada por los alemanes. Las fuerzas de protección de Tovey y de Broome no pudieron realizar la función de protección a causa de la gran dispersión de los buques británicos, inclusive al acercarse a la zona, algunos aviones alemanes Heinkel 111 y Heinkel He 115 intentaron atacar a la fuerza de Tovey y solo perdieron 5 aviones.

### Resultados
Como resultado, se perdieron 23 mercantes, 430 tanques, 210 aviones, y 3350 vehículos varios, lo que totalizó 99 316 t de material bélico. Las pérdidas en equipo bélico del PQ 17 superaron lo enviado en 7 convoyes a la Unión Soviética a lo largo del año 1941, resultando en una grave derrota logística. Además, perdieron la vida 153 marinos aliados.
De los 23 buques mercantes, 15 fueron estadounidenses, 1 neerlandés, 1 de Panamá y 6 británicos. Participaron en el ataque por el lado alemán 33 aviones torpederos, 6 aviones de bombardeo de altura que realizaron 202 salidas entre el 1 y el 8 de julio hundiendo 8 mercantes, perdiendo en cambio 5 aviones. Los 10 submarinos germanos implicados en la lucha hundieron 15 mercantes, y un solo U-Boot, el U 255 consiguió hundir 4 mercantes. El Primer Lord del Almirantazgo, Dudley Pound, fue muy criticado por la controvertida orden de dispersar el PQ 17.